# Igo Etrich
Dr. Ing. h.c. Ignaz „Igo“ Etrich (25. prosince 1879, Staré Město u Trutnova – 4. února 1967, Salcburk) byl rakouský letecký průkopník a konstruktér z Trutnova. Při stavbě svého prvního kluzáku v roce 1905 se nechal inspirovat semenem tropické tykve Zanonia. Jeho další model, vycházející tentokrát ze siluety letícího holuba, mu přinesl celosvětovou proslulost. Na počátku první světové války pak představovala Taube (Holubice) nejrozšířenější školní stoj německého letectva.

## Vzdělání
Navštěvoval střední školu v Trutnově, později studoval na obchodní škole v Lipsku, kde se dostal do kontaktu s díly Otto Lilienthala. Po studiích pracoval v přádelně lnu jeho otce v Horním Starém Městě. Jeho hlavním zájmem bylo letectví, problematika letu ptáků. Se svým otcem, vybudoval laboratoř pro vývoj letadel. Po smrti Lilienthala koupil Etrichův otec několik Lilienthalových kluzáků a v roce 1903 postavil Ignaz Etrich svůj první kluzák, na který získal v roce 1905 patent.

## Letectví
V roce 1906 sestrojil se svým kolegou a zkušebním pilotem Franzem Xaverem Welsem první kluzák, který byl schopný letu s lidskou posádkou.
Od roku 1907 se Ignaz Etrich přesunul do své druhé laboratoře, kterou měl v Rotundě ve vídeňském Prátru. Zde postavil své první motorové letadlo "Etrich 1" s motorem vzadu. Letadlo ale mělo slabý motor (24 koní (18 kW; 24 PS)) a omezený prostor pro vzlet, a tak nevzlétlo. Později letadlo "Etrich 1" vylepšil o přední vtruli a přídavnou konvenční ocasní jednotku a jeho letadlo přezdívané Praterspatz vzlétlo.
S Franzem Welsem a později s Karlem Illnerem dále rozvíjel jednoplošník. Wels se od nich oddělil a věnoval se dvouplošníkům.
Po založení letiště ve vídeňském Neustadtu v roce 1909 si zde pronajal dva hangáry a provedl další letové zkoušky. Etrich 1 vylepšil o silnější motor, směrovka se nastavovala patkami, pro plošné kroucení (křidélka se začala používat až později) a výškovku. Zavedl ovládání pomocí volantu z automobilu. První let Etrich Taube (Holubice), Etrich II, se uskutečnil v roce 1910. Při jednom z letů se Etrich zranil a od té doby všechny zkušební lety prováděl Karel Illner. Etrich pokračoval na zdokonalování své Holubice tak, aby splňovala požadavky armády, a to včetně možnosti přistání na čerstvě zoraném poli.
Etrichova Taube byla patentována v Rakousku a díky jejím dobrým letovým výkonům uzavřel Etrich smlouvu s Edmundem Rumplerem, podle které mu bylo uděleno právo za licenční poplatek vyrábět letadlo v Německu pod jménem Etrich-Rumpler-Taube. Německý patentový úřad však nepřiznal patent na Etrich Taube, a tak mohl kdokoli jeho letadlo bezplatně vyrábět. Rumpler poté přestal platit Etrichovi a v rozporu se smlouvou vyrobil stejný letoun pod názvem Rumpler-Taube.

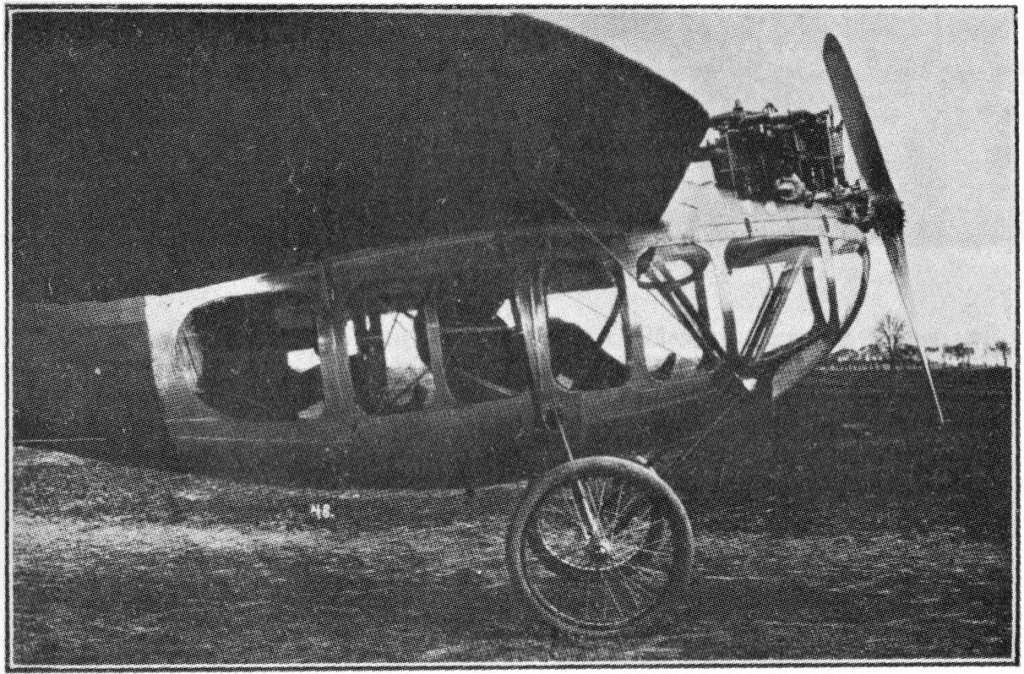
Etrich Luft-Limousine z roku 1913.

V roce 1912 založil Etrich Fliegerwerke v dnešní Lubavce a navrhl letadlo s uzavřenou kabinou pro cestující, které pojmenoval Luft-Limousine.
Později se přestěhoval do Německa, kde založil Brandenburgische Flugzeugwerke, ze které se poté, co ji v roce 1914 prodal Camillu Castiglionimu, stala Hansa-Brandenburg. Z Lubavky si vzal svého hlavního konstruktéra Ernsta Heinkela.

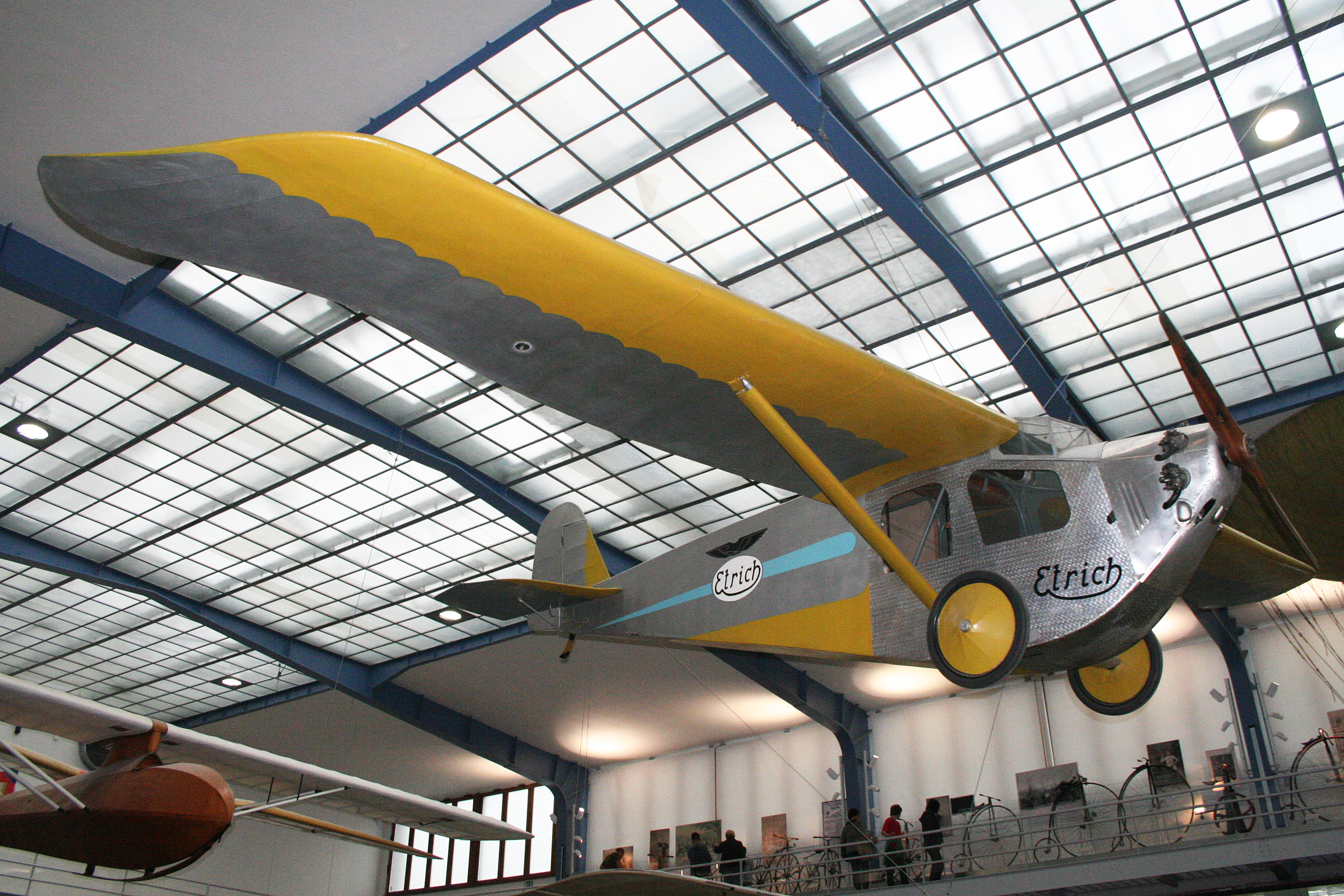
Etrichovo letadlo Sport-Taube z roku 1929.

Po první světové válce se Etrich přestěhoval do Trutnova v nově založeném Československu a v roce 1929 postavil Sport-Taube. S motorem o výkonu 40 koní byl údajně rychlejší než tehdejší československá vojenská letadla. Úřady tvrdily, že postavil letadlo pro pašování a letadlo mu zabavili. Igo Etrich byl tak zklamán, že opustil své letecké projekty a věnoval se výrobě textilních strojů. Letadlo Sport-Taube je nyní vystaveno v Národním technickém muzeu v Praze.
Po roce 1945 byl Etrichovi zabaven veškerý majetek a byl vyhnán (česky odsunut) z Československa.
Etrich zemřel 4. února 1967 v rakouském Salcburku.

## Numismatika

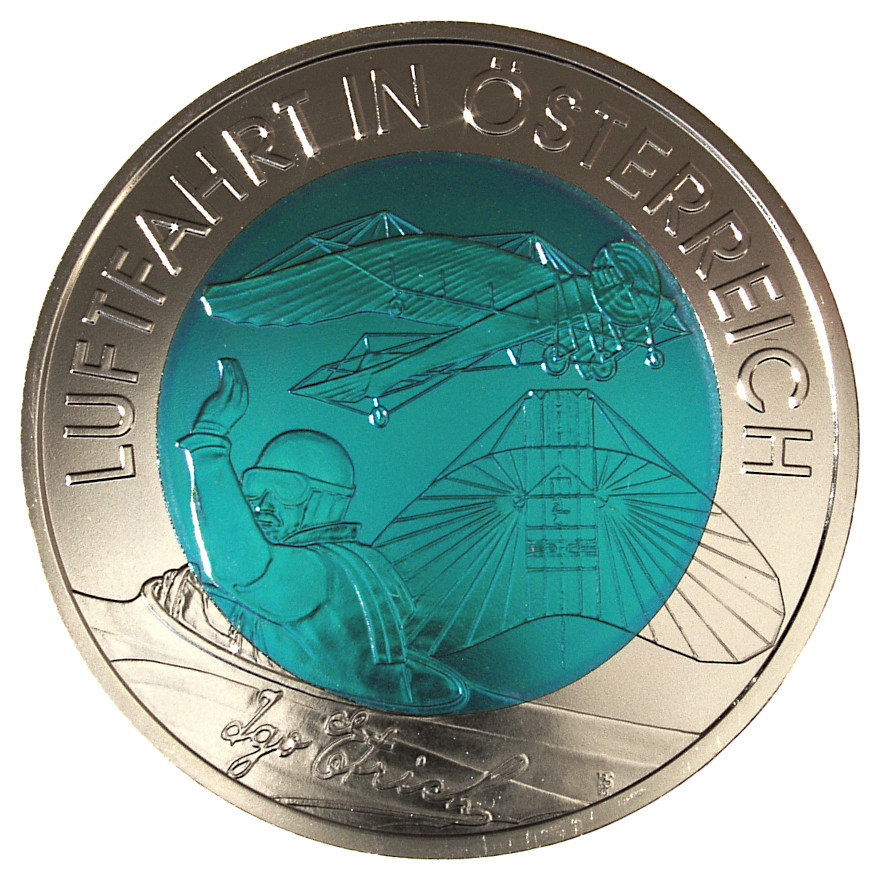
Igo Etrich na rakouské 25eurové pamětní minci z roku 2007.

Igo Etrich byl vybrán jako hlavní motiv pro sběratelskou eurominci, pamětní minci Rakouského letectví, raženou 28. února 2007. Na rubové straně mince je zobrazen „Etrich-Taube“, kluzák „Zanonia“ a mávající Igo Etrich sedící v otevřeném kokpitu letadla.